# Accipiter brevipes
Lo sparviero levantino (Accipiter brevipes (Severtsov, 1850)) è un uccello rapace della famiglia degli Accipitridi diffuso in una fascia di territorio compresa tra l'Europa sud-orientale e il Kazakistan occidentale.

## Etimologia
Brevipes deriva dal latino brevis, che significa «corto», e pes, che significa «piede», in riferimento alle corte dita del piede di questa specie.

## Descrizione

### Dimensioni
Misura 30–37 cm di lunghezza, per un peso di 140-275 g nel maschio e di 183-290 g nella femmina; l'apertura alare è di 64–74 cm.

### Aspetto
Il maschio adulto presenta parti superiori grigio-bluastre e coda di medie dimensioni e di colore uniforme. Le guance sono grigie. Gli occhi sono bruno-rossastri. Le parti inferiori formano un vasto insieme biancastro finemente barrato di rosso sul petto e sui fianchi. In volo, appare perfettamente evidente la parte inferiore delle ali biancastra con le loro terminazioni nere. La coda presenta sottili barre scure sulle rettrici esterne. La femmina presenta parti superiori e guance grigio-brunastre. Le parti inferiori marroni chiare sono barrate di rosso, in maniera più distinta che nel maschio. Le ali, più chiare di quelle dello sparviero, hanno terminazioni scure. La coda è di colore uniforme, tranne che nella parte subterminale. Essa è priva del caratteristico sopracciglio bianco presente nella femmina dello sparviero. I giovani hanno parti superiori marroni scure che contrastano con la testa chiara e striata. Le parti inferiori sono fortemente marcate da grandi goccioline marroni sulla gola e sulla regione pettorale. L'addome reca barre marroni discontinue. In volo, le linee marroni che marcano la parte inferiore delle ali sono evidenti. La coda presenta numerose bande.

## Biologia
Lo sparviero levantino è una specie migratrice. A partire da metà settembre, gli esemplari si radunano intorno al Bosforo, ad est del mar Nero e più in particolare in Israele, dove vengono registrate alte concentrazioni durante periodi molto brevi di questa parte dell'anno, ma anche a metà aprile. Il punto di passaggio tra l'Asia e l'Africa è senza dubbio lo stretto di Suez. Alcuni voli vengono effettuati di notte, durante la quale gli uccelli procedono con battiti d'ala. Si stima che durante la migrazione autunnale circa 40.000 esemplari passino attraverso i cieli di Israele per un breve lasso di tempo (10 giorni)..

### Alimentazione
La sua dieta di base è costituita da piccole lucertole e da invertebrati, in particolare da grandi insetti. Completa la sua dieta con uccelli e piccoli mammiferi.
Quando caccia, vola da 5 a 10 metri al di sopra del suolo, nelle radure, ai margini dei boschi o talvolta anche vicino agli agglomerati urbani. Lo sparviero levantino cerca abitualmente le sue prede da solo, ma talvolta può cacciare in coppia o addirittura in bande quando è in migrazione. Per questa specie non è cosa rara cacciare al crepuscolo, e, in questo caso, cattura soprattutto pipistrelli.

### Riproduzione

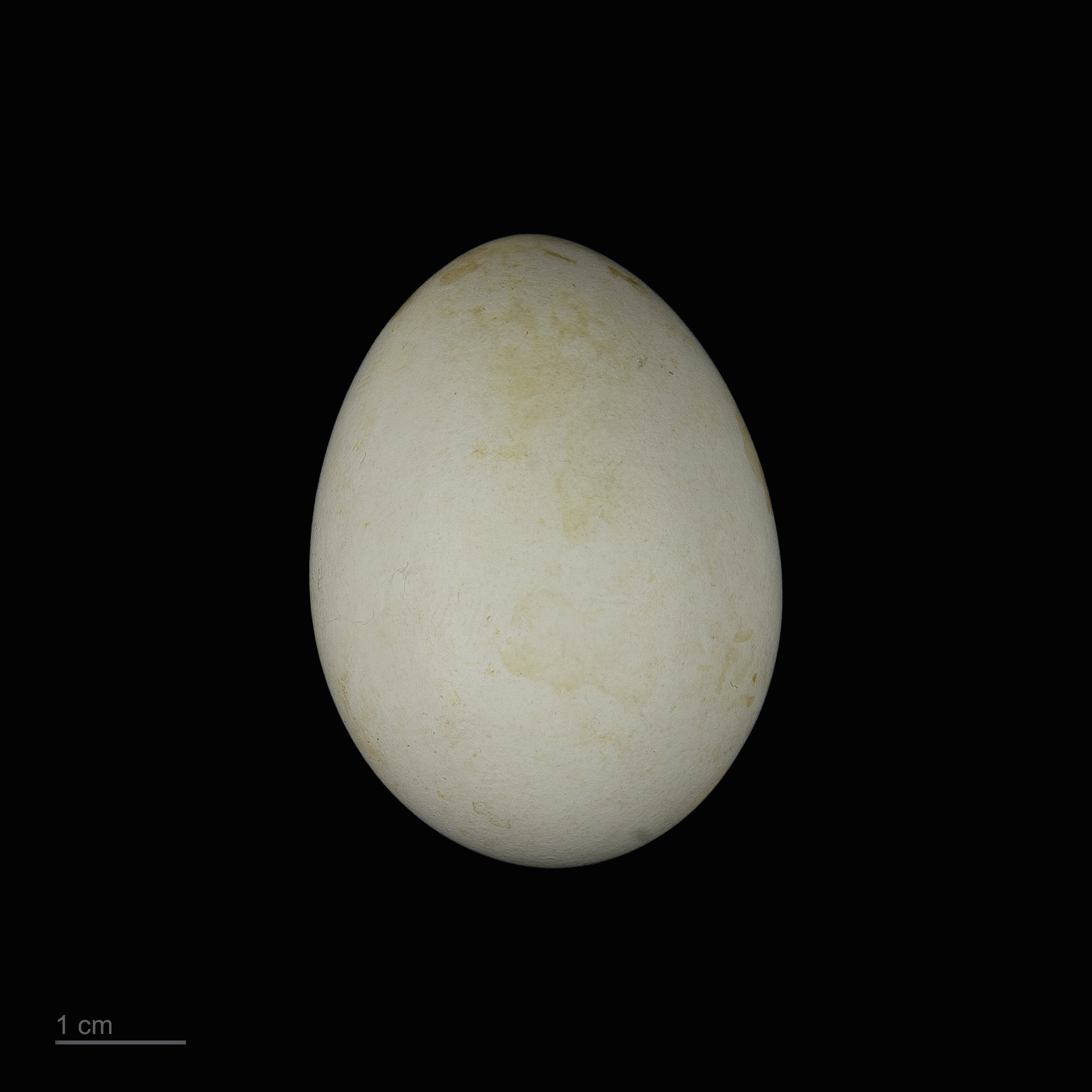
Accipiter brevipes

Il periodo di nidificazione ha luogo da maggio ad agosto. Lo sparviero levantino nidifica sugli alberi ad un'altezza che varia tra i 4 e i 20 metri. L'albero è spesso una latifoglia e più in particolare, in certe regioni, un ontano. Il nido è posto su un ramo vicino al tronco. Questo è una struttura fatta di rami che ha la forma di una coppa, il cui interno è rivestito generalmente con ramoscelli o foglie verdi. Ogni anno viene costruito un nuovo nido. La covata è costituita da tre a cinque uova verde-bluastro chiaro con piccoli segni grigi o marroni. L'incubazione dura dai 30 ai 35 giorni. I giovani sparvieri si alzano in volo dal nido tra i 40 e i 45 giorni dopo la schiusa. Tuttavia, rimangono ancora circa due settimane con i genitori prima di raggiungere la loro piena autonomia.

## Distribuzione e habitat
Questo uccello è molto selettivo al momento di scegliere i suoi habitat di riproduzione, di solito foreste di caducifoglie intervallate a zone aperte come pascoli o foreste a galleria. Frequenta anche le steppe, le boscaglie e i frutteti fino a 500 metri di altitudine (talvolta fino a 2000 m). Lo sparviero levantino nidifica nei Balcani (Grecia, Albania, Bulgaria, stati della ex-Jugoslavia), in Ucraina e in Russia a nord del mar Caspio, in tutto il Caucaso, in Asia Minore e in Iran. La maggior parte degli esemplari lascia questa zona in settembre per tornarvi solamente verso la fine del mese di aprile o agli inizi del mese di maggio. Stabiliscono i loro quartieri invernali nell'Africa a sud del Sahara. Questo areale di svernamento si estende dall'estremità meridionale del Niger al nord del Kenya e dell'Uganda, passando per il nord della Nigeria, il Camerun, il Ciad, la Repubblica Centrafricana e il Sudan.